# Robert Honde
Robert Honde est un homme politique français, né le 1er mars 1942 à Toulon et mort le 15 juin 2003 à Manosque.

## Biographie
Vétérinaire de profession, installé à Manosque depuis 1969, militant du parti radical de gauche, il a été conseiller général des Alpes-de-Haute-Provence, maire de Manosque et député du même département.

## Mandats
- Conseiller général des Alpes-de-Haute-Provence, canton de Manosque-Nord de 1973 à 1998.
- Maire de Manosque de 1977 à 1980 et de 1995 à 2001.
- Député de la deuxième circonscription des Alpes-de-Haute-Provence de 1997 à 2002.